# Cyrtandra congestiflora
Cyrtandra congestiflora är en tvåhjärtbladig växtart som beskrevs av Brian Laurence Burtt. Cyrtandra congestiflora ingår i släktet Cyrtandra och familjen Gesneriaceae. Inga underarter finns listade i Catalogue of Life.